# マザーボックス
マザーボックス（英: Mother Box）は、DCコミックスの出版するアメリカン・コミックスに登場する架空の装置。ジャック・カービーによって創造され、1971年の"Forever People #1"で初登場した。

## 概要
マザーボックスはニューゴッズによって生み出された「生きたコンピュータ」である。使用者はこの装置を使って宇宙の果てに存在するソースウォール（Source Wall）にアクセスすることで、テレポーテーションや致命的な傷の治癒など様々な現象を引き起こすことができる。
最初のマザーボックスはニューゴッズの科学者であるハイモンによって発明され、ニュージェネシスとアポコリプスのニューゴッズたちはそれぞれが所有している。彼らはブームチューブによる空間の移動、エネルギーの操作や物質の生成、情報機器として使っている。形は概ね携帯機器のような直方体やパズルボックスのような立方体で、大きさはフォーエバー・ピープルが所有する大きめのものから、オライオンやミスター・ミラクルが所有する手のひらに収まる小型のものまで様々な種類が存在する。